# Браун, Магнус фон (инженер)
Магнус (Мак) Ханс Александр Максимилиан фрайхерр фон Браун (нем. Magnus (Mac) Hans Alexander Maximilian Freiherr von Braun; 10 мая 1919, Грайфсвальд — 21 июня 2003, Финикс, Аризона) — немецко-американский инженер-химик, конструктор ракетной техники, бизнесмен. Младший брат дипломата Сигизмунда фон Брауна и разработчика ракетно-космических систем Вернера фон Брауна.

## Биография
Магнус фон Браун родился 10 мая 1919 года в Грайфсвальде, Померания в силезской аристократической семье. Он был третьим и самым младшим сыном барона Магнуса фон Брауна (1878—1972), государственного служащего и политика консервативного толка и его супруги Эмми, урождённой фон Квисторп (1886–1959). Он учился в школе-интернате Германа Литца в Шпикероге. В 1937 году поступает в Мюнхенский технический университет, где получает степень магистра по органической химии и остаётся ассистентом нобелевского лауреата Ханса Фишера.
Во время Второй мировой войны работал инструктором ночных лётчиков в Копенгагене. В июле 1943 года по просьбе своего брата Вернера, прибыл на полигон Пенемюнде. В марте 1944 года вместе с братом и несколькими другими ракетчиками был ненадолго арестован. После освобождения, в июле того же года, переведён в Дора-Миттельбау недалеко от тюрингского Нордхаузена, где разрабатывал гироскопы, турбонасосы и серводвигатели для ракеты Фау-2. Там он работал под непосредственным руководством Артура Рудольфа. Их личные и рабочие отношения продолжатся и в дальнейшем, уже после переезда в Соединённые Штаты. Перейдя в НАСА в 1960-х годах, Рудольф продолжил сотрудничество с Магнусом, который к тому времени работал в корпорации Chrysler, являвшейся главным подрядчиком разработки лунной ракеты Сатурн-5.
14 апреля 1945 года Магнус был эвакуирован в Вайльхайм в Верхней Баварии и на следующий день встретился с Вернером, прибывшим из Обераммергау. Позже они переехали в Оберйох. 3 мая братья узнали по радио о смерти Адольфа Гитлера и Магнус поехал на велосипеде к американцам в Ройтте, чтобы договориться о сдаче в плен ракетостроителей из Пенемюнде.
В 1946 году фон Браун отправился на испытательный ракетный полигон Форт Блисс в Техасе, а затем в Хантсвилл на Редстоунский арсенал. В 1947 году Браун был свидетелем на процессе в Нордхаузене против руководства концлагеря Миттельбау-Дора.
С 1955 года работал в ракетном, затем — в автомобильном отделе компании Chrysler в Детройте. Позже возглавил европейский отдел Chrysler в Лондоне. Затем работал страховым агентом в Ковентри. В начале 1970-х годов переехал в Седону, штат Аризона, где открыл магазин алкогольных напитков. В 1975 году вышел на пенсию и вместе с женой переехал в Финикс, где прожил остаток жизни.

## Личная жизнь
Магнус фон Браун был женат дважды. Первый раз он женился в 1950 году в Форт Блиссе на профессорской дочери Хильдегард Бухгольд (Hildegard Buchhold). Брак был бездетным и завершился разводом в 1955 году.
Второй женой фон Брауна стала Натали (Нэн) Хитон-Вудрафф (Nathalie "Nan" Heaton-Woodruff). Они поженились в 1957 году в городе Бирмингем, штат Мичиган. У пары родилось трое детей: Алек (род. 1958), Лиза (род. 1960) и Курт (род. 1962). Этот брак оказался счастливым и продолжался до самой смерти Магнуса фон Брауна в 2003 году.